# Kråkøyna
Kråkøyna est une île dans le landskap Sunnhordland du comté de Vestland. Elle appartient administrativement à Øygarden.

## Géographie
Rocheuse et désertique à l'exception d'un léger lichen, elle s'étend sur environ 686 m de longueur pour une largeur approximative de 218 m.